# 蕭震 (順治進士)
萧震（？—1674年），字長源，號蛰庵，福建侯官（今福州）人。清朝政治人物、進士出身。

## 生平
清顺治九年（1652年）壬辰科进士，由顺德推官擢升山西道监察御史，丁父艰，回籍。康熙十三年（1674年）耿精忠叛清，萧震谋划讨伐，结果其事泄露，遇害。《清史稿》将其列入《忠义传》。著有《蛰庵存稿》、《道山纪略》、《理邢末议》等。